# Литячи
Литячи (укр. Литячі) — село в Толстенской поселковой общине Чортковского района Тернопольской области Украины.
До 2020 года входило в Залещицкий район.
Код КОАТУУ — 6122085601. Население по переписи 2001 года составляло 830 человек.

## Географическое положение
Село Литячи находится на левом берегу реки Днестр,
выше по течению на расстоянии в 3 км расположено село Хмелева.

## История
- 1424 год — дата основания.

## Объекты социальной сферы
- Школа I—II ст.
- Клуб.

## Достопримечательности
- Братская могила советских воинов.